# 清华大学高等研究院
清华大学高等研究院，原清华大学高等研究中心，是清华大学下属的基础科学研究实体。

## 历史
- 1997年6月2日至3日，召开“清华大学高等研究中心成立大会暨21世纪基础科学的展望研讨会”。成立清华大学高等研究中心，杨振宁教授任名誉主任，聂华桐教授任主任。
- 1998年3月13日，“清华大学高等研究中心基金会有限公司”于香港注册成立，募集资金。
- 1999年10月2日，清华大学高等研究中心落成。
- 2009年4月，更名清华大学高等研究院。
- 2012年2月，原清华大学校长顾秉林教授担任院长。

## 研究内容
总体上，“在数学、物理、化学和生命科学等学科以及相关领域中，选择对未来科技发展可能产生重要影响的并对探索自然规律有深远意义的问题为研究内容。”
当前主要研究领域包括：
- 统计物理
- 凝聚体物理学
- 数学物理
- 基础数学
- 理论生物学
- 理论计算机科学
- 行星形成

## 现任教员
- 物理：段文晖、顾秉林、管习文、何天伦、马中骐、聂华桐、文小刚、翁征宇、吴念乐、徐湛、杨振宁、于渌、张礼、张首晟、朱邦芬、田矗舜、翟荟、崔晓玲、戚扬、汪忠
- 天文：林潮
- 计算机科学：郭百宁、沈向洋、姚期智
- 生物物理：欧阳钟灿
- 密码学：阮风光、王小云
- 数学：张寿武、孔良